# Liste der geschützten Landschaftsbestandteile im Landkreis Vorpommern-Greifswald
Die Liste der geschützten Landschaftsbestandteile im Landkreis Vorpommern-Greifswald nennt die geschützten Landschaftsbestandteile im Landkreis Vorpommern-Greifswald in Mecklenburg-Vorpommern.

## Liste
| Bild                | Nr.     | Bezeichnung                                     | Gemarkung        | Position                         | Beschreibung | Verordnung |
| ------------------- | ------- | ----------------------------------------------- | ---------------- | -------------------------------- | --- | ---------- |
|                     | DM 003  | Trockenmauer bei Trantow                        | Sassen-Trantow   | 53° 58′ 39,5″ N, 13° 11′ 5,7″ O  | 6,18 ha. Trockenmauer, Länge 1 km, liegt teilweise im NSG 241. | 1991       |
|                     | DM 005  | Dannenberg bei Siedenbüssow                     | Alt Tellin       | 53° 50′ 21″ N, 13° 15′ 0,3″ O    | 1,2 ha. Sanderaufschluss am Abflusstal der Tollense. Auf und in dieser Sandgrube hat sich eine schützenswerte reich strukturierte Trocken- und Halbtrockenrasengesellschaft herausgebildet. | 1991       |
|                     | HGW 001 | Ladebower Loch                                  | Greifswald       | 54° 5′ 42″ N, 13° 26′ 31,5″ O    | 5,7 ha. Abgedeichtes Altwasser des Ryck, aufgelassenes Spülfeld, ausgedehnter Röhrichtbestand mit freien Wasserflächen. | 1994       |
|                     | HGW 002 | Hartmannsche Teiche                             | Greifswald       | 54° 6′ 51,5″ N, 13° 24′ 45,9″ O  | 4 ha. Torfstichkomplex mit großflächigem Schilfröhricht und Erlenbruchwald, durchsetzt mit Moorbirken und Weidengebüschen. Besondere kulturhistorische Bedeutung, da es den ehemaligen Torfstich für die Greifswalder Saline beinhaltet. Im GLB ist das einstweilig gesicherte Naturschutzgebiet Ladebower Moor (NSG 312) ausgewiesen. Die Sicherung geht der GLB-Verordnung im Range vor. | 1994       |
|                     | OVP 001 | Trockenrasen bei Drewelow                       | Spantekow        | 53° 46′ 5,4″ N, 13° 35′ 38,6″ O  | 5,3 ha. Nordostexponierte Hänge mit Sandmagerrasen und teilweise kontinental geprägten Magerrasen, Frischwiesen und Glatthaferwiesen. | 1996       |
|                     | UER 001 | Kalkloch                                        | Ferdinandshof    | 53° 39′ 42″ N, 13° 50′ 54,1″ O   | 14,4 ha. Orchideenbestand, Flachsee mit Feldgehölzen. | 1997       |
|                     | UER 002 | Orchideenwiese Rieth                            | Luckow           | 53° 41′ 45,3″ N, 14° 16′ 5,1″ O  | 2,9 ha. Orchideenwiese: Wertvolles Biotop, wertvolle Pflanzenarten. | 1997       |
|                     | UER 003 | Niedermoorkomplex Brunnen- und Heinrichswiese   | Rothemühl        | 53° 34′ 56″ N, 13° 49′ 52,7″ O   | 51,9 ha. Wertvolles Biotop, wertvolle Tier- und Pflanzenarten. | 1997       |
|                     | UER 004 | Heuweiche                                       | Wilhelmsburg     | 53° 39′ 9″ N, 13° 45′ 50,3″ O    | 10,3 ha. Kleingewässer, Torfstich. Wertvolles Biotop, wertvolle Tierarten. | 1997       |
|                     | UER 005 | Bruch- und Tongruben bei Vogelsang              | Vogelsang-Warsin | 53° 43′ 45,4″ N, 14° 9′ 15,1″ O  | 5,8 ha. Massenlaichplatz für Lurche. Wertvolles Biotop, wertvolle Tierarten. | 1997       |
|                     | UER 006 | Verlandungsmoor bei Waldeshöhe                  | Jatznick         | 53° 33′ 27,8″ N, 13° 53′ 56,3″ O | 0,7 ha. Verlandungsmoor. Wertvolles Biotop. | 1990       |
|                     | UER 007 | Weiher bei Waldeshöhe                           | Jatznick         | 53° 34′ 6,1″ N, 13° 54′ 45,4″ O  | 6,3 ha. Flachsee mit Röhrichten. Wertvolles Biotop, wertvolle Tierarten. | 1990       |
|                     | UER 008 | Bruchwald bei Neu-Stolzenburg                   | Schönwalde       | 53° 31′ 47,2″ N, 13° 53′ 59,6″ O | 5,6 ha. Wertvolles Biotop, wertvolle Tierarten. | 1990       |
|                     | UER 009 | Trockenhang mit Schlehenhecke                   | Schönwalde       | 53° 32′ 6,1″ N, 13° 55′ 6,9″ O   | 0,3 ha. Alte Schlehenhecke. Wertvolles Biotop, wertvolle Tierarten. | 1990       |
|                     | UER 010 | Trockenhang und Feldsoll beim Runden Hirschpool | Schönwalde       | 53° 32′ 9,5″ N, 13° 55′ 11,3″ O  | 3,3 ha. Temporäres Kleingewässer mit wertvollem Biotopkomplex. Wertvolle Tierarten. | 1990       |
|                     | UER 011 | Trockenhang bei Stolzenburg                     | Schönwalde       | 53° 31′ 43,5″ N, 13° 55′ 35,4″ O | 1,7 ha. Feldgehölz. Wertvolles Biotop, wertvolle Tier- und Pflanzenarten. | 1990       |
|                     | UER 012 | Teichgebiet im Ochsenbruch bei Stolzenburg      | Schönwalde       | 53° 31′ 9,8″ N, 13° 55′ 42,3″ O  | 3,76 ha. Permanentes Kleingewässer mit Röhricht. Wertvolle Tierarten. | 1990       |
|                     | UER 015 | Feldsoll bei Schmarsow                          | Pasewalk         | 53° 27′ 49,8″ N, 13° 56′ 52,8″ O | 0,8 ha. Soll. Wertvolles Biotop, wertvolle Tierarten. | 1990       |
|                     | UER 016 | Leitzen-See (Klares Fenn)                       | Pasewalk         | 53° 28′ 3,3″ N, 13° 57′ 13,2″ O  | 3,7 ha. Flachsee mit wertvollem Biotopkomplex. Wertvolle Tierarten. | 1990       |
|                     | UER 017 | Graureiherkolonie bei Friedberg                 | Pasewalk         | 53° 31′ 17,9″ N, 14° 0′ 43,2″ O  | 2,1 ha. Brutkolonie des Graureihers. Wertvolle Tierarten. | 1990       |
|                     | UER 020 | Wollgrasmoor bei der Gottesheide                | Blankensee       | 53° 33′ 37″ N, 14° 17′ 34,9″ O   | 2,3 ha. Gemäß Biotopkartierung naturnahes Moor. Wertvolles Biotop. | 1990       |
|                     | UER 021 | Wollgrasmoor bei Mewegen                        | Rothenklempenow  | 53° 32′ 24,8″ N, 14° 15′ 39,1″ O | 7,2 ha. Vorkommen von Torfmoos-Wollgrasmoor. Wertvolles Biotop. | 1990       |
|                     | UER 022 | Waldteich am Pasewalker Kirchenforst            | Pasewalk         | 53° 28′ 4,9″ N, 14° 1′ 12,2″ O   | 5,6 ha. Temporäres Kleingewässer mit Feuchtgrünland, wertvoller Biotopkomplex. Wertvolle Tierarten. | 1990       |
|                     | UER 023 | Feuchtgebiet und Kiesgrube bei Rossow           | Rossow           | 53° 28′ 29,5″ N, 14° 6′ 7,9″ O   | 6,5 ha. Wertvoller Biotopkomplex (Kleingewässer, Röhricht, Feuchtgrünland). Wertvolle Tierarten. | 1990       |
|                     | UER 024 | Trockenhang bei Rossow                          | Rossow           | 53° 28′ 44,7″ N, 14° 6′ 27″ O    | 0,9 ha. Halbtrockenrasenvegetation. Wertvolles Biotop, wertvolle Pflanzenarten. | 1990       |
|                     | UER 025 | Trockenhang und Quellmoor bei Löcknitz          | Löcknitz         | 53° 27′ 30,9″ N, 14° 10′ 14,7″ O | 4,4 ha. Quellflur mit Feuchtgrünland und Feldgehölzen. Wertvolles Biotop, wertvolle Pflanzenarten. | 1990       |
|                     | UER 026 | Moorschlenke bei Bismark                        | Ramin            | 53° 27′ 30,2″ N, 14° 19′ 30,2″ O | 13,5 ha. wertvoller Biotopkomplex (Niedermoor mit Feuchtgebüsch). Wertvolle Tierarten. | 1990       |
|                     | UER 027 | Orchideenstandort an der Autobahn               | Randowtal        | 53° 17′ 42,6″ N, 14° 8′ 14,6″ O  | 2,8 ha. Wertvolle Pflanzenarten. | 1990       |
|                     | UER 028 | Bahnhofsberg Penkun                             | Penkun           | 53° 18′ 11,1″ N, 14° 13′ 55″ O   | 0,8 ha. Grauweiden-Bruchwald-Komplex. Wertvolles Biotop, wertvolle Pflanzenarten. | 1990       |
|                     | UER 035 | Porstmoor bei Heinrichsruh                      | Torgelow         | 53° 37′ 28,6″ N, 13° 55′ 33,2″ O | 3,0 ha. Bestände von Sumpfporst. Wertvolles Biotop, wertvolle Pflanzenarten. | 1997       |
|                     | UER 036 | Ehemalige Sandgrube Blumenthal                  | Ferdinandshof    | 53° 40′ 20,3″ N, 13° 54′ 31″ O   | ca. 4,6 ha. Vorkommen des Steifblättrigen Knabenkrautes. Wertvolles Biotop, wertvolle Pflanzenarten. | 2000       |
|                     | UER 037 | Moosbruch (Borchardtscher Bruch)                | Strasburg        | 53° 32′ 0,7″ N, 13° 45′ 24,2″ O  | 6,34 ha. Vorkommen der Trauerseeschwalbe und von Schwimmblattgesellschaften. Wertvolles Biotop, wertvolle Tierarten. | 2000       |
| Hudeeichen Löcknitz | UER 038 | Hudeeichen am Schützenplatz Löcknitz            | Löcknitz         | 53° 27′ 29,8″ N, 14° 13′ 32,4″ O | 5,1 ha. Hudeeichenbestand, Vorkommen des Eremiten. Besondere kulturhistorische Bedeutung. | 2001       |
|                     | UER 039 | Barenkuhler Moor                                | Mönkebude        | 53° 44′ 20,4″ N, 13° 57′ 10,6″ O | ca. 7,9 ha. Moorwald. Wertvolles Biotop, wertvolle Pflanzenarten. | 1997       |
|                     | VG 001  | Torfstiche nördlich des Latzigsees              | Rothenklempenow  | 53° 32′ 51,2″ N, 14° 12′ 24,3″ O | 19 ha. Erhalt, Pflege und Entwicklung eines Torfstichkomplexes mit Feuchtwiesen, Torfstichen und Gehölzsäumen. Vorkommen des Blaukehlchens, der Bekassine, des Moorfrosches (Massenlaichplatz), des Grasfrosches (Massenlaichplatz), der Bauchigen Windelschnecke und der Schmalen Windelschnecke. Verhinderung einer anhaltenden Torfdegradation im Niedermoorbereich durch Verbot weiterer Entwässerungsmaßnahmen und Erhalt eines möglichst ganzjährig sehr hohen Wasserstandes. | 1983       |
|                     | VG 002  | Südostufer vom Latzigsees                       | Rothenklempenow  | 53° 32′ 22,9″ N, 14° 11′ 53,7″ O | 7,37 ha. Erhalt, Pflege und Entwicklung einer binsen- und seggenreichen Orchideenwiese. Vorkommen der Sumpforchidee, des Steifblättrigen Knabenkrautes, des Sumpf-Sitters, des Sumpf-Glanzkrautes, des Sumpf-Kreuzblümchen, des Sumpf-Enzians, des Teufelsabbiss, der Bauchigen Windelschnecke und der Schmalen Windelschnecke. Sicherung der hohen Artenvielfalt durch eine extensive Grünlandnutzung ohne Düngung. Verhinderung einer anhaltenden Torfdegradation im Niedermoorbereich durch Verbot weiterer Entwässerungsmaßnahmen und Erhalt eines möglichst ganzjährig sehr hohen Wasserstandes. | 1983       |